# Ligament supérieur du malléus
Le ligament supérieur du malléus (ou ligament supérieur du marteau ou ligament suspenseur du marteau) est un fil fibreux qui fixe la tête du malléus à la face supérieure de la cavité tympanique.

## Galerie

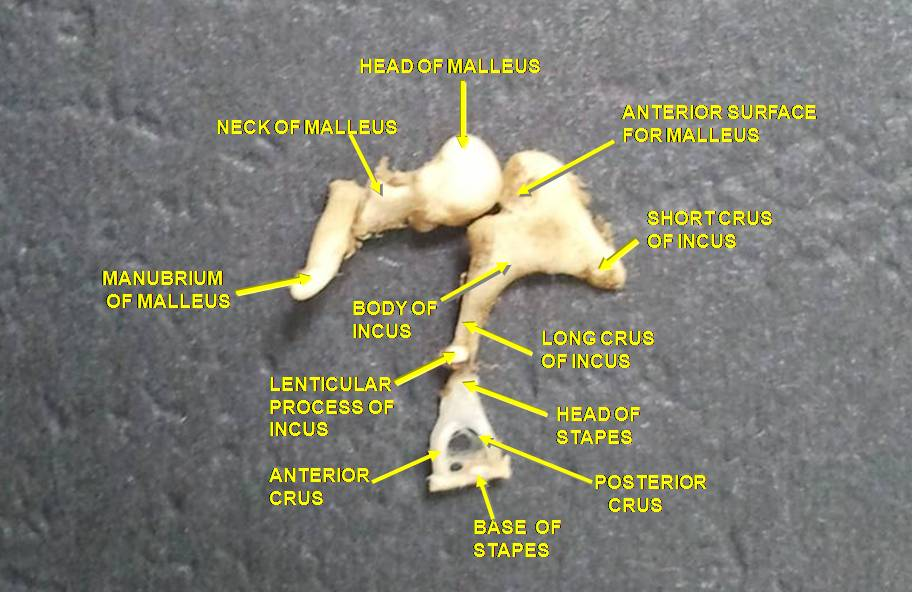
Osselets auditifs. Cavité tympanique. Dissection profonde.